# Sly Cooper: Thieves in Time
Sly Cooper: Thieves in Time é um titulo da série de videojogos Sly Cooper para PlayStation 3 e PlayStation Vita. Apesar da série original ter sido produzida pela Sucker Punch Productions para a PlayStation 2, Thieves in Time foi produzido pela Sanzaru Games, que já tinha anteriormente refeito os jogos originais para alta definição para a PlayStation 3. O jogo foi anunciado na Electronic Entertainment Expo de 2011 durante a apresentação da Sony.
O jogo, que decorre num mundo de animais antropomórficos, segue a história imediatamente a seguir a Sly 3: Honor Among Thieves. Sly Cooper, um guaxinim descendente de uma antiga linha de mestres ladrões, reúne com a sua equipa para localizar e recuperar o Thievius Raccoonus, um livro que contém as crónicas da família Cooper. O jogador irá controlar Sly, Bentley e Murray, usando a sua perícia de ladrão para fazer roubos e recuperar as várias partes perdidas do livro. O jogador também controla Carmelita Fox, o interesse amoroso de Sly, assim como os seus ancestrais do passado.

## História
No começo Sly Cooper e Carmelita Fox, que no momento eram namorados, encontravam-se em Paris, devido ao facto da Carmelita pensar que Sly tinha perdido a memória. No entanto Bentley,que se encontrava no outro lado do mundo começou a reparar que as páginas do Thievius Raccoonus estavam a desaparecer misteriosamente, e que também Penélope, a sua namorada,tinha desaparecido. Então Bentley contactou Sly e este logo percebeu que tinham de juntar novamente a equipa para poderem viajar no tempo e descobrir quem era o vilão que andava a apagar as páginas do livro da sua família. Então Sly logo reuniu Bentley e Murray, mas sem contar nada a Carmelita que tinha percebido tudo, quando Sly, Bentley e Murray tinham roubado um punhal japonês antigo de uma exposição de um museu, para poderem ir ao Japão Feudal. Quando lá chegaram, conheceram Rioichi Cooper, um antepassado de Sly, que era um ninja e um chefe de sushi.